# Princípio fundamental da contagem
O princípio fundamental da contagem é um princípio da combinatória. É, basicamente, a ideia de que o número de possibilidades de fazer {\displaystyle n} ações distintas e independentes é a multiplicação da quantidade de modos possíveis que cada uma pode ser feita. Ou seja se {\displaystyle A} pode ocorrer de {\displaystyle q_{a}} formas e {\displaystyle B} pode ocorrer de {\displaystyle q_{b}} formas, então existem {\displaystyle q_{a}.q_{b}} formas de fazê-las. Generalizando, {\displaystyle n} ações que podem ser feitas de tal forma que tenham {\displaystyle q_{1},q_{2},q_{3},...,q_{n}}possibilidades para cada, juntas podem ser feitas de {\displaystyle Q=q_{1}.q_{2}.q_{3}...q_{n}} modos distintos.

## Conceito formal
Dadas {\displaystyle n} ações {\displaystyle a_{1},a_{2},a_{3},...,a_{n}} podendo ocorrer de, respectivamente, {\displaystyle q_{1},q_{2},q_{3},...,q_{n}}modos distintos, conjuntamente, elas podem ocorrer de {\displaystyle Q=\prod _{i=1}^{n}q_{i}} modos distintos.
{\displaystyle Q=\prod _{i=1}^{n}q_{i}=q_{1}.q_{2}.q_{3}...q_{n}}

## Exemplos
Escolher um elemento de {\displaystyle A=\left\{a,b,c\right\}} e um elemento de {\displaystyle X=\left\{x,y\right\}}. É o mesmo que escolher um termo de {\displaystyle P=(A,X)=\left\{(a,x),(a,y),(b,x),(b,y),(c,x),(c,y)\right\}}. Nesse exemplo, a regra diria:  {\displaystyle A} pode ocorrer de {\displaystyle 3} formas e {\displaystyle X} pode ocorrer de {\displaystyle 2} formas, então existem {\displaystyle 3\ .\ 2=6} formas de fazê-las conjuntamente.
Em outro exemplo, Alice decidiu comprar um carro novo, e ela quer decidir qual o modelo e a cor do seu novo veículo. Na concessionária onde Alice foi, há 3 tipos de modelos que são do interesse dela: A, B e C, sendo que para cada carro há 5 opções de cores: preto, dourado, azul, vermelho e prata.
Segundo o princípio fundamental da contagem, Alice tem {\displaystyle 3\ .\ 5} opções para fazer, ou seja, ela poderá optar por {\displaystyle 15} carros diferentes.

## Conjuntos
Na teoria dos conjuntos, esse princípio multiplicativo é muitas vezes a definição do produto dos números cardinais.